# ジョナサン・グリーニング
ジョナサン・グリーニング（Jonathan Greening, 1979年1月2日 - ）は、イングランド・ヨーク出身の元サッカー選手、サッカー指導者。現役時代のポジションはミッドフィールダー。

## 経歴
15歳でヨーク・シティFCのユースチームに加入し、1996-97シーズンからトップチームに昇格。1998年3月25日にマンチェスター・ユナイテッドFCに移籍した。マンチェスター・ユナイテッドでは十分な出場機会が得られなかったが、その後に所属したミドルズブラFC、ウェスト・ブロムウィッチ・アルビオンFCなどではレギュラーとして活躍した。

## 所属クラブ
- ヨーク・シティFC 1996-1998
- マンチェスター・ユナイテッドFC 1998-2001
- ミドルズブラFC 2001-2004
- ウェスト・ブロムウィッチ・アルビオンFC 2004-2010

→  フラムFC 2009-2010 (loan)
- フラムFC 2010-2011
- ノッティンガム・フォレストFC 2011-2014

→  バーンズリーFC 2012 (loan)
- タドカスター・アルビオンAFC 2014-2015
- ヨーク・シティFC 2015
- タドカスター・アルビオンAFC 2015-2017

## 指導歴
- ノッティンガム・フォレストFC U-21 2013-2014（選手兼任アシスタントコーチ）